# Ternet Ninja 3
Ternet Ninja 3 er en dansk animationsfilm fra 2025, der er instrueret af Anders Matthesen og Thorbjørn Christoffersen. Det er den tredje og sidste film i serien om Aske og hans ternede ninjadukke efter Ternet Ninja i 2018 og Ternet Ninja 2 i 2021. Den bygger samtidig på bogen Ternet Ninja 3, som Anders Matthesen udgav i 2024. Filmen fik fine anmeldelser i de danske medier.
De to foregående Ternet Ninja-film hører til nogle af de mest populære danske film i nyere tid med ca. 900.000 solgte billetter hver.

## Handling
Aske er efterhånden blevet mindre interesseret i ninja-missioner og vil hellere bruge tid med sine venner. Ternet Ninja føler sig derfor tilovers og opstøver nye missioner på egen hånd. Det medfører, at Aske uforvarende kommer til at lægge sig ud med Jessicas bad-boy kæreste Marco og dennes gangstervenner. De sætter ild til haveskuret, og så er Aske viklet ind i en ny konflikt, han ikke har bedt om. Det bliver ikke bedre af, at Jessica, der stadig er vild med Aske, bliver meget jaloux, da Aske bliver venner med den nytilflyttede pige Emily. Og endelig er Askes stedfar, Jørn, begyndt at tage sin faderrolle en kende for bogstaveligt i forhold til, hvad Aske kan lide.

## Stemmer
- Louis Næss-Schmidt som Aske[7]
- Flora Ofelia Hofman Lindahl som Emily
- Emma Sehested Høeg som Jessica
- Anders Matthesen som Ternet Ninja, Marco og en række andre medvirkende

## Modtagelse
Filmmagasinet Ekko gav filmen fire stjerner ud af seks mulige. Anmelderen Frederik Hoff mente, at danskerne var heldige med, at Ternet Ninja som den bedste forretning i dansk film samtidig var en original og dybt personlig historie, selvom nogle af filmens vittigheder var noget bagudskuende, og ikke alle dens stemmepræstationer sad lige i skabet. Hoff var samtidig meget imponeret over filmens animation, som han mente var af den højeste kvalitet, man endnu havde set på dansk jord, og sommetider havde en forbløffende fotorealisme. I Politiken fik hele trilogien maksimale seks hjerter af Joakim Grundahl, som mente, at de tre film tilsammen udgjorde en perfekt formet dannelseshistorie og stod som et unikt mesterværk i dansk filmhistorie med sine komplekse figurer, provokerende humor og samtidig fintfølende ømhed. Berlingskes Birgitte Borup tildelte fem stjerner og skrev, at filmen på én gang var for både børn og voksne, en coming-of-age-historie, et opgør med tidsånden, en thriller og en til tider lårklaskende morsom komedie. I Information mente Lone Nikolajsen, at de tre Ternet Ninja-films succes var velfortjent og glædelig, og roste den afsluttende film for, at den havde fart på og en massiv iderigdom, at historien gav mening indenfor sine egne gakkede rammer, at slutningen var uhyggelig nok til at få en 43-årig filmanmelder til at gyse, og at der det meste af tiden blev skudt i alle mulige andre retninger end de forventelige.